# Ferdinand Marinus
Pour les articles homonymes, voir Marinus.
 (octobre 2022).
Ferdinand Marinus (20 août 1808 à Anvers - 6 juillet 1890 à Namur) est un artiste-peintre belge spécialisé dans la représentation de paysages mosans.

## Biographie
Ferdinand Marinus reçoit sa formation initiale à l'Académie de peinture d'Anvers auprès de Balthasar Ommeganck et Mathieu-Ignace Van Bree. Il poursuit son apprentissage par une série de voyages qui le conduisent aux Pays-Bas, en Allemagne, en France et en Italie, s’attachant alors à l’étude des paysages peints par Nicolas Poussin ou Claude Lorrain.
En avril 1835, les administrateurs de la ville de Namur lui confient la direction de l’académie de peinture locale dont ils viennent de décider la création. L'établissement ouvre ses portes le 23 novembre suivant et Marinus y formera, pendant près d’un demi-siècle, quantité d’artistes et d’artisans. Parmi ses élèves de la première heure figurent : Jean-Baptiste Kindermans, Joseph Quinaux , Théo Tonglet, François Roffiaen et Euphrosine Beernaert. En 1857, Félicien Rops, qui a également suivi son enseignement, confie à l'Uylenspiegel un portrait-charge du maître.
En 1882, Ferdinand Marinus reçoit le prix Blondeau, attribué chaque année à une personnalité namuroise qui s’est distinguée par son courage, son dévouement ou son civisme. L’année suivante, il se voit décerner la croix civique de 1re classe et en 1885, il est fait officier de l’ordre de Léopold dont il était déjà chevalier depuis près de trente ans.

## Son œuvre
L’art de Ferdinand Marinus est en grande partie consacré à la représentation de paysages du pays mosan.
Qu’il s’agisse de tableaux de chevalet ou de grandes toiles destinées à décorer la salle du conseil provincial de Namur ou les pièces d’apparat de divers hôtels particuliers, les œuvres du maître restent fidèles à la sensibilité romantique des premiers temps de sa carrière et se caractérisent par un rendu topographique moins exact qu’elles n’en donnent l’impression au premier regard.